# Mike Phelan
Michael "Mike" Christopher Phelan (ur. 24 września 1962 w Nelson) – piłkarz angielski grający na pozycji prawego obrońcy. W swojej karierze rozegrał 1 mecz w reprezentacji Anglii.

## Kariera klubowa
Swoją karierę piłkarską Phelan rozpoczął w klubie Burnley. W 1979 roku awansował do kadry pierwszego zespołu i w sezonie 1979/1980 zadebiutował w nim w Division Three. W sezonie 1981/1982 wywalczył z Burnley awans do Division Two. W Division Two grał przez rok, a w latach 1983-1985 ponownie grał wraz z Burnley w Division Three.
W 1985 roku Phelan odszedł z Burnley do Norwich City, grającego w Division Two. W Norwich zadebiutował 17 sierpnia 1985 w wygranym 1:0 domowym meczu z Oldham Athletic. W sezonie 1985/1986 awansował z Norwich City do Division One. W Norwich City występował do końca sezonu 1988/1989.
Latem 1989 roku Phelan podpisał kontrakt z Manchesterem United. Kosztował 750 tysięcy funtów. W Manchesterze swój ligowy debiut zaliczył 19 sierpnia 1989 w wygranym 4:1 domowym meczu z Arsenalem. W sezonach 1989/1990 i 1990/1991 był podstawowym zawodnikiem Manchesteru. W 1990 roku zdobył z nim Puchar Anglii oraz Tarczę Wspólnoty. W sezonie 1990/1991 zdobył Puchar Zdobywców Pucharów (wystąpił w zwycięskim 1:0 finale z Barceloną). W sezonie 1991/1992 wygrał rozgrywki Pucharu Ligi Angielskiej, a w sezonie 1992/1993 wywalczył z Manchesterem swój jedyny w karierze tytuł mistrza Anglii.
W 1994 roku Phelan odszedł z Manchesteru United do West Bromwich Albion. W 1995 roku zakończył w tym klubie swoją karierę sportową.
| Sezon   | Klub                 | Kraj   | Rozgrywki      | Mecze | Bramki |
| ------- | -------------------- | ------ | -------------- | ----- | ------ |
| 1980/81 | Burnley              | Anglia | Division Three | 16    | 2      |
| 1981/82 | Burnley              | Anglia | Division Three | 23    | 1      |
| 1982/83 | Burnley              | Anglia | Division Two   | 42    | 3      |
| 1983/84 | Burnley              | Anglia | Division Three | 44    | 2      |
| 1984/85 | Burnley              | Anglia | Division Three | 43    | 1      |
| 1985/86 | Norwich City         | Anglia | Division Two   | 42    | 3      |
| 1986/87 | Norwich City         | Anglia | Division One   | 40    | 4      |
| 1987/88 | Norwich City         | Anglia | Division One   | 37    | 0      |
| 1988/89 | Norwich City         | Anglia | Division One   | 37    | 2      |
| 1989/90 | Manchester United    | Anglia | Division One   | 38    | 1      |
| 1990/91 | Manchester United    | Anglia | Division One   | 33    | 1      |
| 1991/92 | Manchester United    | Anglia | Division One   | 18    | 0      |
| 1992/93 | Manchester United    | Anglia | Premier League | 11    | 0      |
| 1993/94 | Manchester United    | Anglia | Premier League | 2     | 0      |
| 1994/95 | West Bromwich Albion | Anglia | Division One   | 20    | 0      |
| 1995/96 | West Bromwich Albion | Anglia | Division One   | 1     | 0      |

## Kariera reprezentacyjna
Swój jedyny mecz w reprezentacji Anglii Phelan rozegrał 14 listopada 1989. Był to towarzyski mecz z Włochami, rozegrany w Londynie, w którym padł remis 0:0. W 46. minucie tego meczu Phelan zmienił Bryana Robsona.
| Mecze i gole w reprezentacji | Mecze i gole w reprezentacji | Mecze i gole w reprezentacji | Mecze i gole w reprezentacji | Mecze i gole w reprezentacji | Mecze i gole w reprezentacji | Mecze i gole w reprezentacji |
| #                            | Data                         | Stadion                      | Rywal                        | Wynik                        | Gol                          | Rozgrywki                    |
| 1989                         | 1989                         | 1989                         | 1989                         | 1989                         | 1989                         | 1989                         |
| ---------------------------- | ---------------------------- | ---------------------------- | ---------------------------- | ---------------------------- | ---------------------------- | ---------------------------- |
| 1.                           | 14.11.1989                   | Londyn, Anglia               | Włochy                       | 0:0                          | 0                            | towarzyski                   |